# 馬場町 (会津若松市)
馬場町（ばばまち）は、福島県会津若松市にある町。郵便番号は965-0035。

## 概要
会津若松市街地の中部 - 北部に位置しており、西側の中央と東側の上町の間を町域とする。

## 地理
会津盆地南東部に位置する会津地方の中心都市、会津若松市の北西部に位置する。周辺の地域とともに阿賀川の支流、湯川、溷川などやその支流により形成された扇状地上に発達した会津若松市街地の一部である。東は上町、西は中央（中央一丁目、中央二丁目）、南は栄町、北は馬場本町に接する。

## 歴史

### 中世
戦国時代、既に黒川城下の町名のひとつとして馬場町が存在していた。1525年に火災があった記録が残っている。

### 近世
江戸時代、会津藩によって周辺の地域が治められていた。当時、現在の馬場町周辺には馬場町、甲賀町などがあった。

#### 各町の概要

##### 馬場町
馬場町は若松城下の城郭外北部、当時の上町に属する町で、馬場町口の郭門から北に向かう幅5間あまりの通りであった。傍出町として一之町、二之町、三之町、四之町、五之町があり、馬場町のうち五之町から北を馬場名子屋町といったとされる。馬場町は大町に同じく、蒲生氏郷により治められていた文禄元年に移転されており、それ以前には若松城郭内（本一之丁にあった馬場に続く町であったとされる）にあったが、若松城郭外に移されたとされている。馬場町は、大町と並んで当時の若松城下において商業の中心地で、塗職人をはじめとする職人などが住んでいた。また、1と8の日には六斎市も立っていたとされている。

##### 甲賀町
甲賀町は若松城下の城郭外北部、当時の上町に属する町で、南側は甲賀町口、北側は滝沢組町に接する幅4間あまりの通りであった。傍出町として大工町があったほか、甲賀町は文禄年間の成立で、蒲生氏郷が日野（近江）から移住した商工業者を置いた町であるとされる。このため、かつては日野町と呼ばれていたが、加藤氏が甲賀町と改称したとされている。

### 近代
明治時代に入ると、江戸時代からの若松城下の町は再編され、馬場町は馬場上一之町、馬場上二之町、馬場上三之町、馬場上四之町、馬場上五之町、馬場下一之町、馬場下二之町、馬場下三之町、馬場下四之町、馬場下五之町、馬場一之竪町、馬場二之竪町、馬場三之竪町、馬場四之竪町、馬場名子屋町になった。そのほか、後に馬場町の一部となる甲賀町でも千軒道の一部を編入し、町域が変更された。また、これらの町名は、1889年まで若松を冠称していた。その後、1889年に町村制の施行によりこれらの町は若松町の町となり、1899年には若松町の市制施行により若松市の町名となった。

### 現代
1951年の若松市による町北村を編入などを経て、1955年には当時の若松市と高野村、一箕村、神指村、門田村、東山村、大戸村、湊村が合併し、会津若松市となる。これより、馬場上一之町、甲賀町など周辺の町は同市の町となる。その後、1960年代に入ると会津若松市の住居表示が実施される。これにより、1966年には馬場上二之町、馬場上三之町、馬場四之町に加えて、馬場上一之町、馬場上五之町、馬場一之竪町、馬場二之竪町、馬場三之竪町、馬場四之竪町、甲賀町、栄町のそれぞれ一部により馬場町が誕生する。
また、その後に土地区画整理法の規定にしたがって大町土地区画整理事業が行われる。これは、旧来の大町二之町、大町三之町、大町四之町、馬場下一之町、馬場下二之町、甲賀町などの地域を対象にしており、中央通り、公園、下水道などをそれぞれ整備した。そして、1982年に旧来の馬場下一之町、馬場下二之町、馬場下三之町、馬場下四之町、馬場一之竪町、馬場二之竪町、馬場三之竪町、馬場四之竪町、馬場名子屋町に加えて、大町一之町、大町二之町、大町三之町、大町四之町、大町名子屋町、馬場下五之町、甲賀町、白虎町、町北町大字石堂、一箕町大字上蚕養のそれぞれ一部により、中央一丁目、中央二丁目、中央三丁目が成立する。

## 町名の変遷
| 実施後 | 実施年月日               | 実施前               |
| ------ | ------------------------ | -------------------- |
| 馬場町 | 1966年（昭和41年）9月1日 | 馬場上二之町         |
| 馬場町 | 1966年（昭和41年）9月1日 | 馬場上三之町         |
| 馬場町 | 1966年（昭和41年）9月1日 | 馬場上四之町         |
| 馬場町 | 1966年（昭和41年）9月1日 | 馬場上一之町（一部） |
| 馬場町 | 1966年（昭和41年）9月1日 | 馬場上五之町（一部） |
| 馬場町 | 1966年（昭和41年）9月1日 | 馬場一之竪町（一部） |
| 馬場町 | 1966年（昭和41年）9月1日 | 馬場二之竪町（一部） |
| 馬場町 | 1966年（昭和41年）9月1日 | 馬場三之竪町（一部） |
| 馬場町 | 1966年（昭和41年）9月1日 | 馬場四之竪町（一部） |
| 馬場町 | 1966年（昭和41年）9月1日 | 甲賀町（一部）       |
| 馬場町 | 1966年（昭和41年）9月1日 | 栄町（一部）         |

## 世帯数と人口
2017年（平成29年）8月1日現在の世帯数と人口は以下の通りである。
| 町丁   | 世帯数  | 人口  |
| ------ | ------- | ----- |
| 馬場町 | 197世帯 | 409人 |

## 交通

### バス
町域内の会津若松市道で会津乗合自動車によるバスが運行されている。

#### 系統
- 金堀線

### 道路
- 福島県道325号湯川大町線

## 施設
- 会津聖愛幼稚園
- 常陽銀行会津支店

## 神社、寺院、史跡など
- 荒神社
- 鶴ヶ城稲荷神社